# 鏽色擬花鮨
鏽色擬花鮨，又稱鏽色擬花鱸，為輻鰭魚綱鱸形目鱸亞目鮨科的其中一種，分布於西太平洋區，包括新喀里多尼亞、豪勳爵島、澳洲、東加等海域，棲息深度12-40公尺，體長可達13.5公分，棲息在礁石區，為底棲性魚類，屬肉食性，可做為觀賞魚。

## 擴展閱讀
維基物種上的相關：鏽色擬花鮨